# Volker Mergenthaler
Volker Mergenthaler (* 1969) ist ein deutscher Germanist.

## Leben
Nach dem Studium der Neueren deutschen Literatur, Politikwissenschaft, Allgemeinen Rhetorik, Philosophie und Romanistik, der Promotion und der Habilitation an der Universität Tübingen ist er seit 2008 Professor für Neuere deutsche Literatur an der Universität Marburg. Er ist Vertrauensdozent der Friedrich-Ebert-Stiftung. Gastaufenthalte führten an die Université de Provence, die University of Washington, die Durham University und die Universität Reims.
Seine aktuelle Projekte forschen zur Journalliteratur des 19. Jahrhunderts und zu den frühen Schriften Walter Benjamins.